# Melli Beese
assinatura
placa comemorativa
Vista da sepultura.

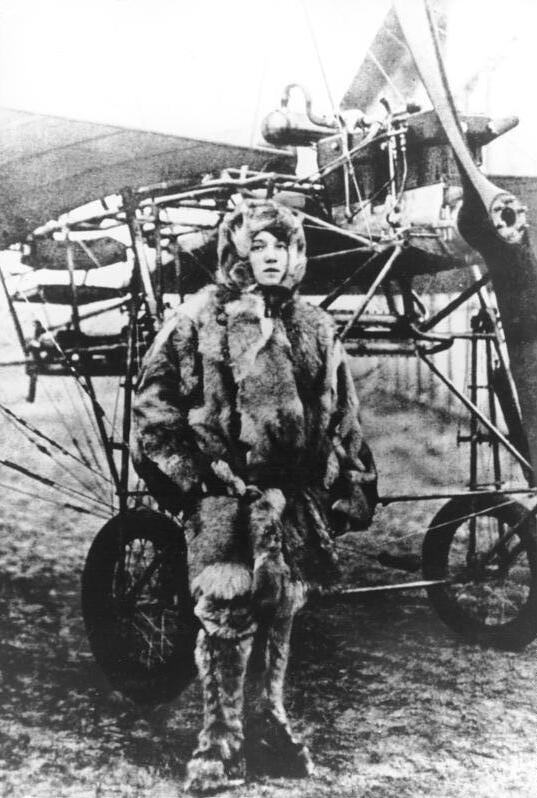
Melli Beese, dezembro de 1911

Amelie Hedwig Boutard-Beese (Laubegast, Dresden, 13 de setembro de 1886 – Berlim, 21 de dezembro de 1925) foi uma piloto alemã. Foi a primeira mulher a obter uma licença de piloto privado na Alemanha.

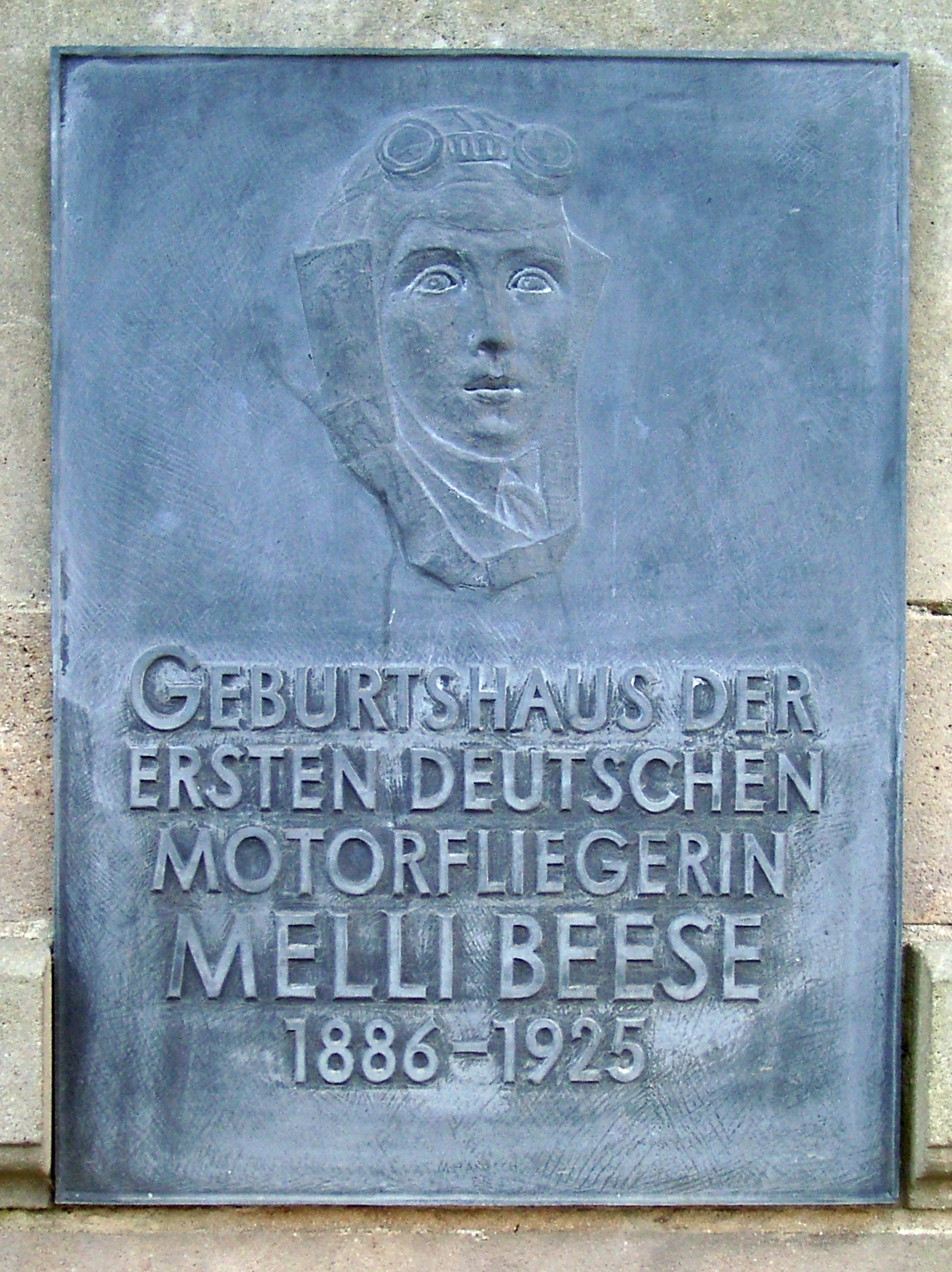
Placa comemorativa na casa de nascimento de Melli Beese em Dresden-Laubegast

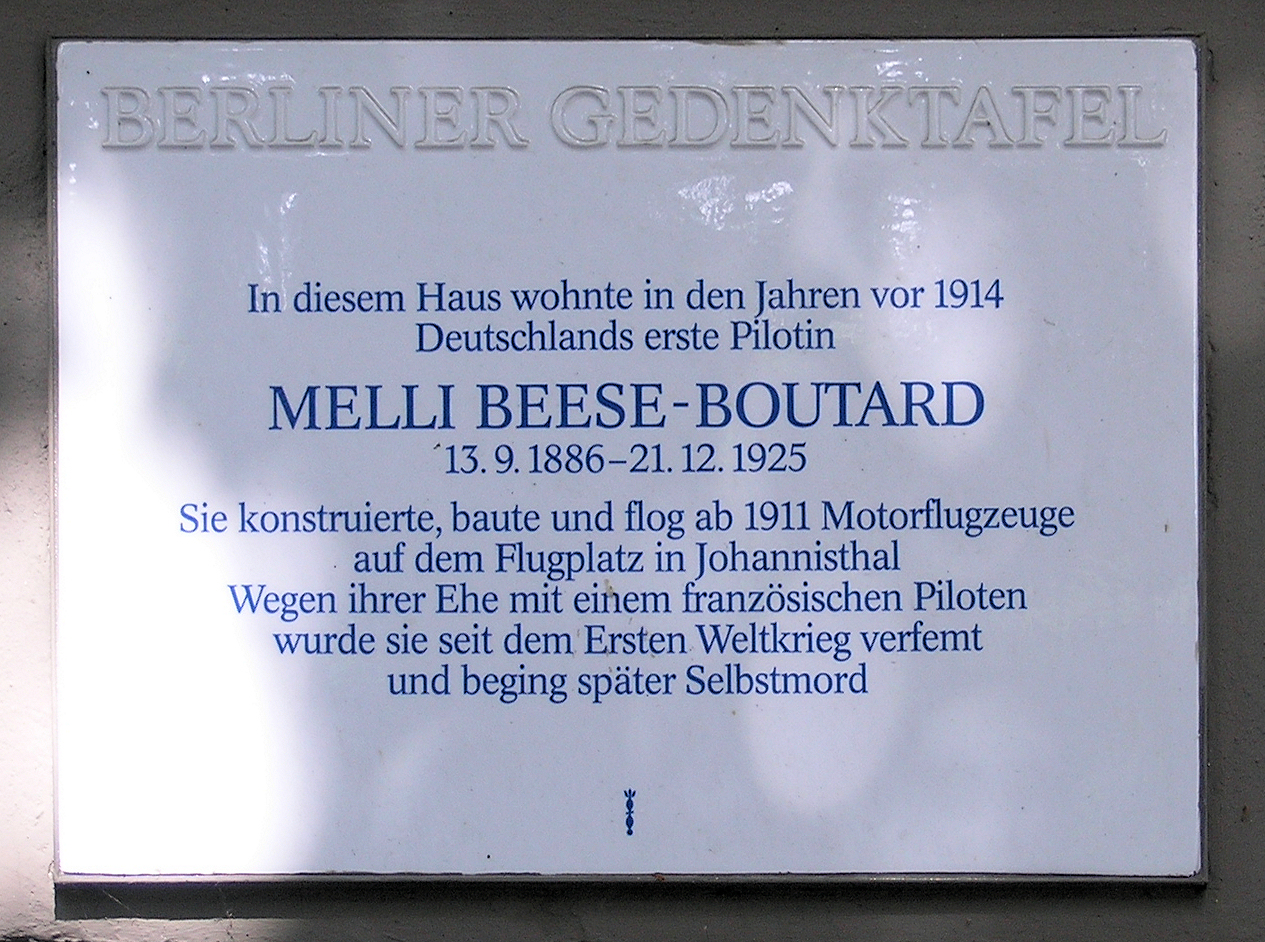
Placa comemorativa na casa Sterndamm 82, em Berlin-Johannisthal

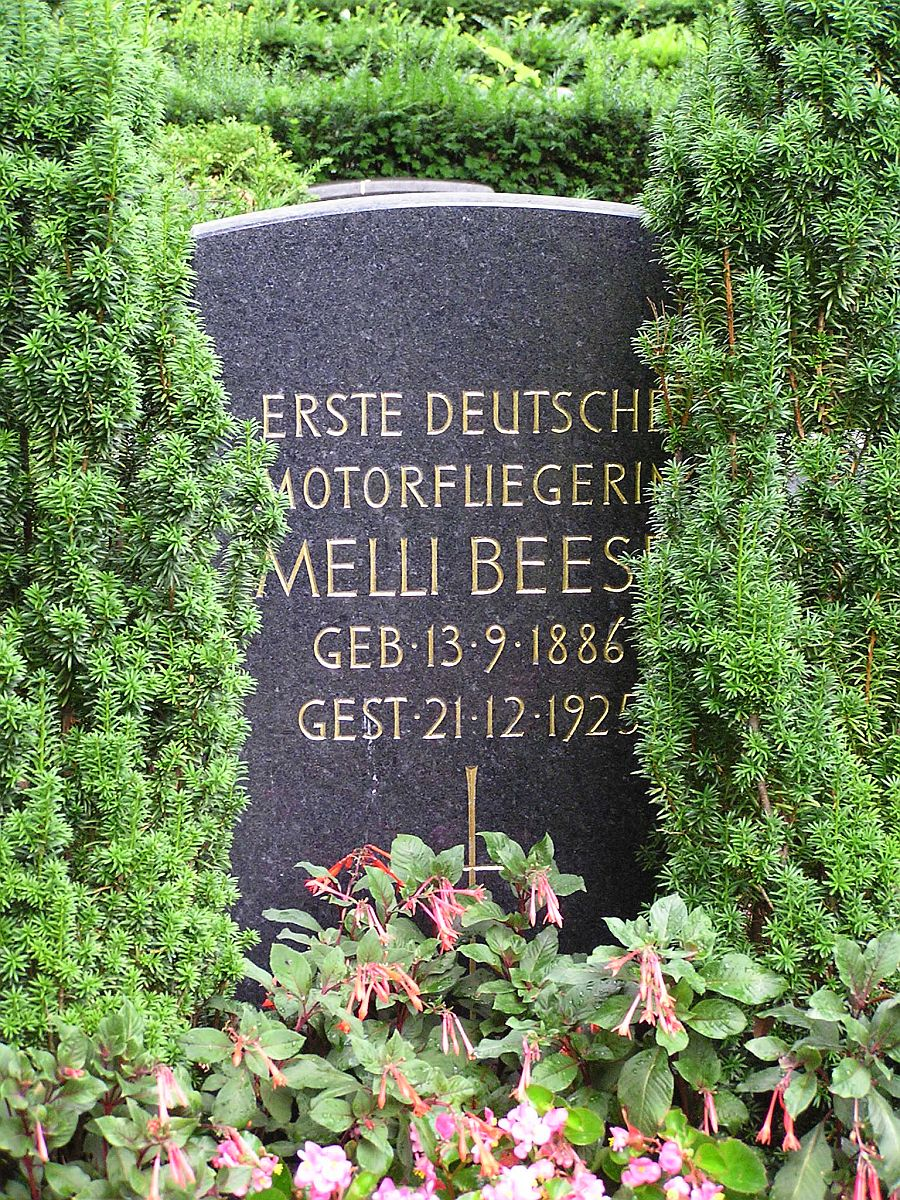
Sepultura de Melli Beese